# Panamax

Comparaison de l'encombrement Panamax à d'autres standards de navires (vue isométrique).
Traduction :
length = longueur hors-tout
air draft = tirant d'air
draft = tirant d'eau
beam = maître-bau

Les navires classés comme Panamax avaient les dimensions maximum pour rentrer dans les écluses du canal de Panama. Cette taille est déterminée par les dimensions des écluses et par la profondeur dans le canal. Panamax est un facteur déterminant en architecture navale lors de la détermination de la taille d'un navire cargo : nombreux sont ceux qui sont conçus à la limite de cette taille.

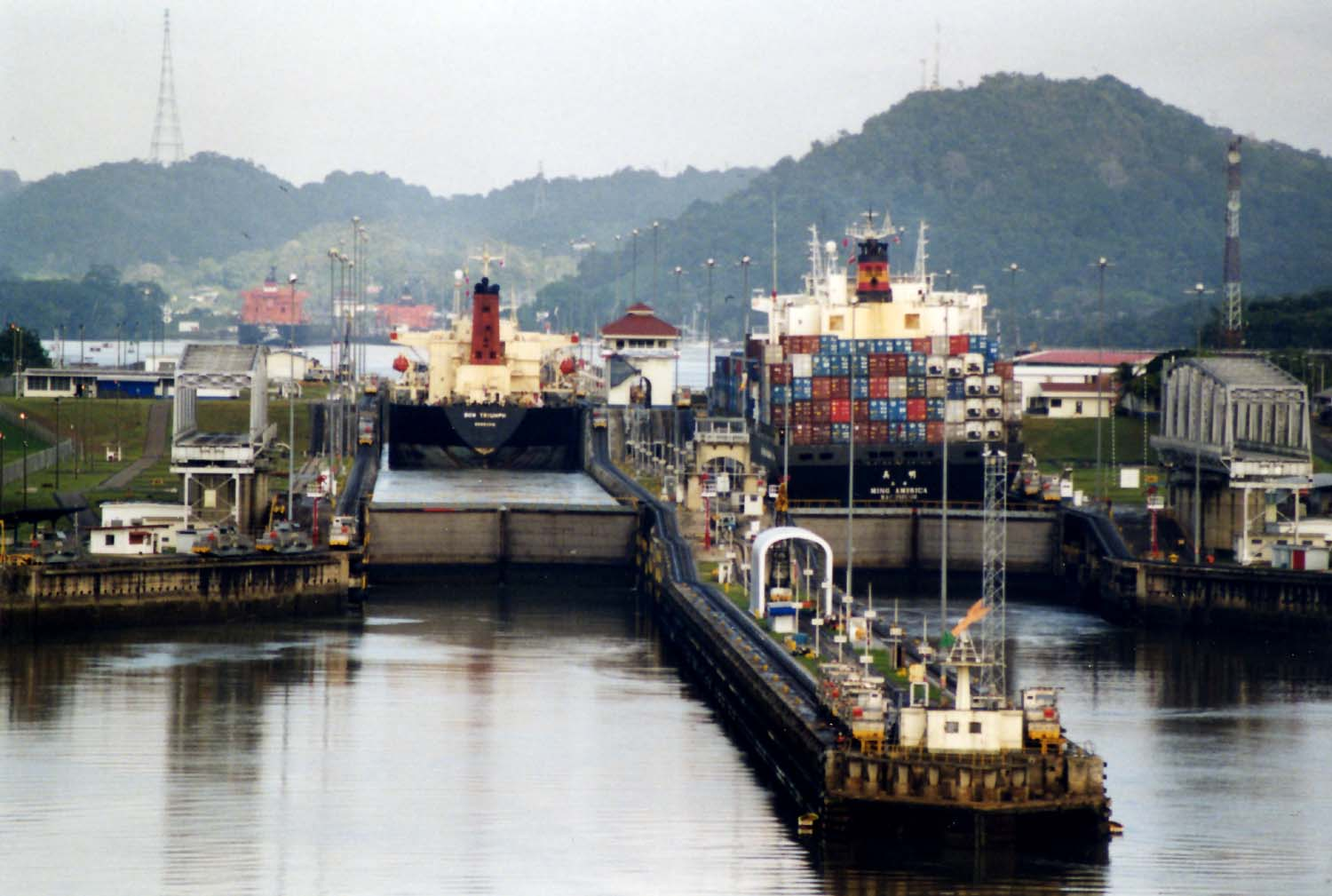
Le vraquier à gauche et le porte-conteneurs à droite vus ici semblent toucher les murs des écluses Miraflores.

L'ouvrage a été élargi et inauguré le 26 juin 2016, la nouvelle norme est appelée Neopanamax ou new Panamax.

## Panamax

### Dimensions
Les écluses du canal font 33,53 mètres de large, 320,0 mètres de long et sont profondes de 29,5 mètres. La longueur utilisable dans chaque chambre est de 304,8 mètres ; la profondeur utilisable varie mais la profondeur minimale est dans la partie sud des écluses Pedro Miguel, elle est de 12,55 mètres. Le pont des Amériques à Balboa limite la hauteur des navires.
L'Autorité du canal de Panama fixe les dimensions maximum des navires pouvant circuler sur le canal :
- Longueur hors-tout : 294,1 mètres (965 pieds) ;
- Maître-bau (c'est-à-dire largeur maximum du navire) : 32,3 mètres (106 pieds) ;
- Tirant d'eau : 12,0 mètres (39,5 pieds) en eau douce tropicale ;
- Tirant d'air : 57,91 mètres (190 pieds).

Ces dimensions donnent un port en lourd typique de 65 000 tonnes  pour un navire cargo Panamax.

### Exceptions
Des navires ayant un tirant d'air jusqu'à 62,5 mètres peuvent passer lors de la basse mer sous le pont des Amériques, avec une autorisation de l'Autorité du canal.
Exceptionnellement, des navires d'une largeur atteignant 32,61 mètres (107 pieds) pouvaient passer avant l'agrandissement de 2016, avec des contraintes supplémentaires quant à leur tirant d'eau.
Si des structures dépassent la longueur maximum, des exceptions peuvent être données.
Le tirant d'eau maximum autorisé peut être réduit durant la saison sèche, suivant le niveau du lac Gatún.
Avant l'agrandissement de 2016, le navire le plus long à avoir transité était le San Juan Prospector (maintenant Marcona Prospector), un transporteur combiné vraquier/minéralier/pétrolier de 296,57 mètres (973 pieds) de long et de 32,3 mètres de large. Les navires les plus larges ayant transité étaient des cuirassés américains de la classe North Carolina, l'USS North Carolina (BB-55) et l'USS Washington (BB-56), d'une largeur de 33,025 mètres (108 pieds 3,875 pouces). Quand le cuirassé USS Missouri a emprunté le canal en 1945, il restait une marge de 15,25 cm (6 pouces) sur la largeur, au point le plus étroit.

## Conséquences pour la navigation

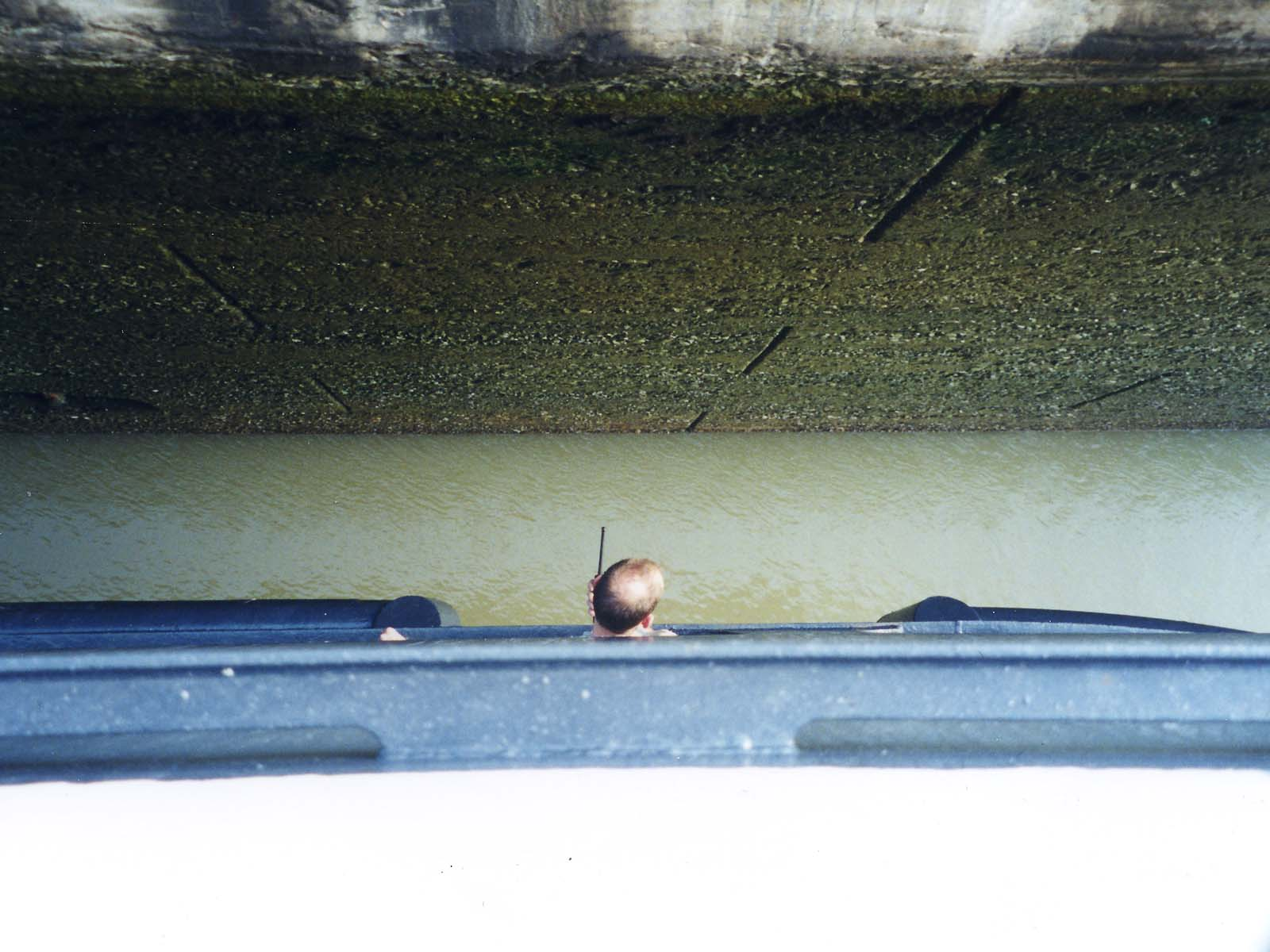
Un officer du paquebot Ryndam vérifie l'espace libre pendant un éclusage (l'image est vue d'en haut ; le haut de l'image est le mur de l'écluse, le bas est la coque du navire).

Panamax a été un facteur important en architecture navale ; nombreux sont les navires qui ont été construits précisément selon ces limites afin de transporter un maximum de cargaison tout en gardant cette liaison possible pour le futur navire.
Cependant, l'accroissement du nombre de navires de taille Panamax était un problème pour le canal : ils demandaient beaucoup plus de précision dans les écluses, ce qui allongeait le temps d'éclusage et requérait un transit en plein jour. La largeur de la coupe Gaillard impose un trafic à sens unique.
De nombreux navires sont plus grands que la taille limite et ne pouvaient pas utiliser le canal : ils sont appelés post-Panamax (on précise parfois : Suezmax s'ils peuvent encore emprunter le canal de Suez, Capesize s'ils sont encore plus gros). C'est le cas des super-pétroliers, des vraquiers géants, de la plupart des porte-conteneurs modernes et des porte-avions récents.

## Neopanamax ou New Panamax

### Dimensions
- Longueur hors-tout : 366 mètres (1201 pieds), soit 71,9 mètres de plus que Panamax ;
- Maître-bau (c'est-à-dire largeur maximum du navire) : 49 mètres (161 pieds), soit 16,7 mètres de plus ;
- Tirant d'eau : 15,2 mètres (50 pieds) en eau douce tropicale, soit 3,2 mètres de plus ;
- Tirant d'air : 57,91 mètres (190 pieds), inchangé.

Le MSC Marie, porte-conteneurs de 17 640 EVP, 366 mètres pour 51 mètres de large, battant pavillon du Liberia, en traversant le 30 août 2024 le canal de Panama, est le Neopanamax de plus grande capacité à traverser la route interocéanique à cette date et s'est acquitté d'un péage de plus d’1,3 million de dollars.

## Conséquences pour la navigation
Certains navires construits avec la norme panamax, quelquefois appelée old panamax, se sont retrouvés au rebut très rapidement,.

## Conséquences pour certains ports du monde
Plusieurs ports et édifices annexes ont fait l'objet de travaux afin d'atteindre la profondeur de 15 m pour accueillir les bateaux à la norme new panamax, le Port de Miami, d'Halifax, Pont de Bayonne.